# Географія Сан-Томе і Принсіпі
Сан-Томе і Принсіпі — центральноафриканська країна, що розташовується на островах Гвінейської затоки поблизу західного узбережжя континенту . Загальна площа країни 964 км² (185-те місце у світі), з яких на суходіл припадає 964 км², а на поверхню внутрішніх вод — 0 км². Площа країни трохи більша за площу території міста Києва. 

## Назва
Офіційна назва — Демократична Республіка Сан-Томе і Принсіпі, Сан-Томе і Принсіпі (порт. Republica Democratic de São Tomé e Príncipe, São Tomé e Príncipe). Назва країни походить від назв однойменних островів. Острів Сан-Томе був названий на честь християнського святого апостола Хоми, в день якого 21 грудня 1470 або 1471 року острів був відкритий португальськими мореплавцями. Острів Принсіпі спочатку називався Санту-Антуан (порт. Santo Antão), імовірно, на честь святого Антонія, в день якого 17 січня 1471 або 1472 року його відкрили. Пізніше, 1502 року, його перейменували на Острів Принца (ісп. Ilha do Principe), бо плантатори цукрової тростини сплачували мито португальському принцу.

## Географічне положення

Мапа Сан-Томе та Принсіпі

Сан-Томе і Принсіпі — центральноафриканська острівна країна, що не має сухопутного державного кордону. Сан-Томе і Принсіпі омивається водами Гвінейської затоки Атлантичного океану. Загальна довжина морського узбережжя 209 км.
Згідно з Конвенцією Організації Об'єднаних Націй з морського права (UNCLOS) 1982 року, протяжність територіальних вод країни встановлено в 12 морських миль (22,2 км) від прямих ліній архіпелажних вод. Виключна економічна зона встановлена на відстань 200 морських миль (370,4 км) від узбережжя.

### Час
Час у Сан-Томе і Принсіпі: UTC0 (-2 години різниці часу з Києвом).

## Геологія

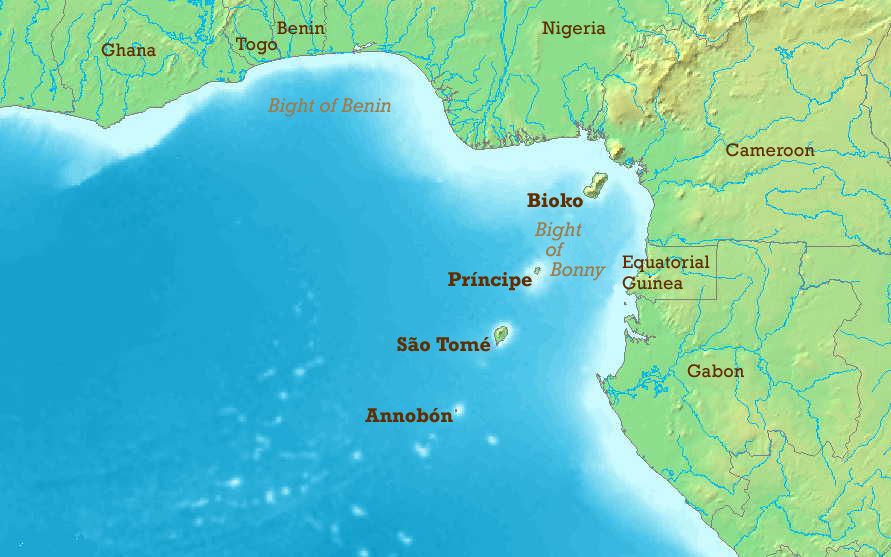
Ланцюг вулканічних островів у Гвінейській затоці
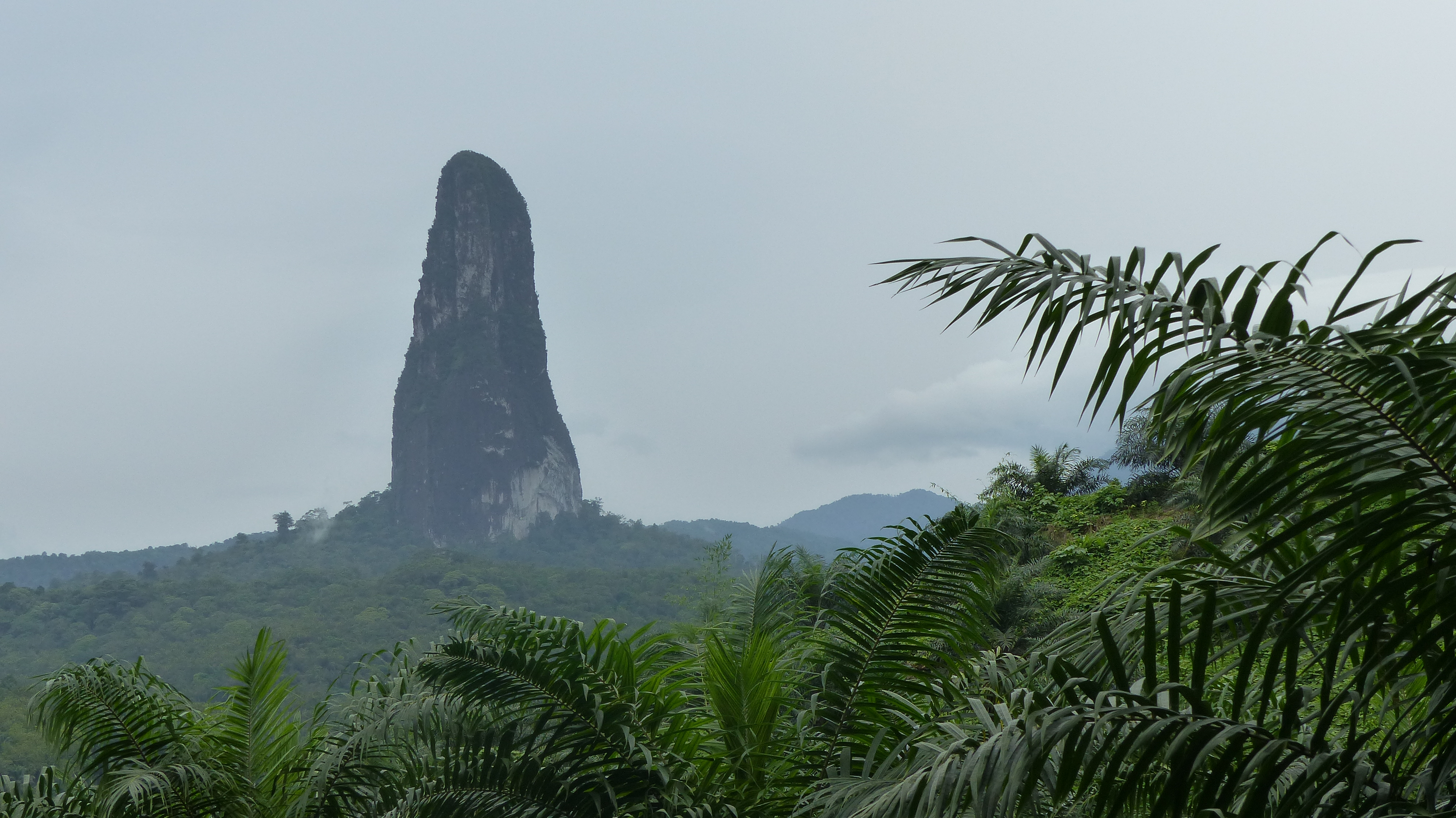
Вулканічний нек Кан-Гранде

### Корисні копалини
Надра Сан-Томе і Принсіпі не багаті на корисні копалини, розвідані запаси і поклади відсутні.

## Рельєф
Середні висоти — дані відсутні; найнижча точка — рівень вод Атлантичного океану (0 м); найвища точка — гора Піко-де-Сан-Томе (2024 м).

Рельєф Сан-Томе і Принсіпі
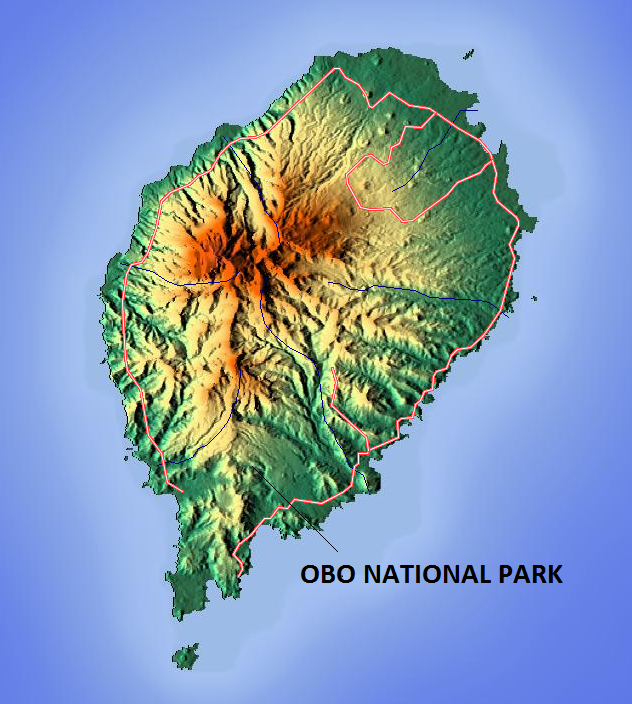
Рельєф острова Сан-Томе
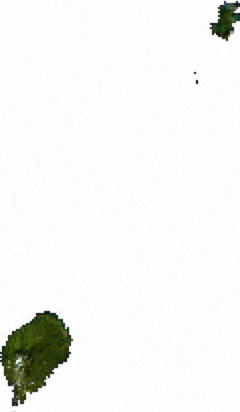
Супутниковий знімок поверхні країни
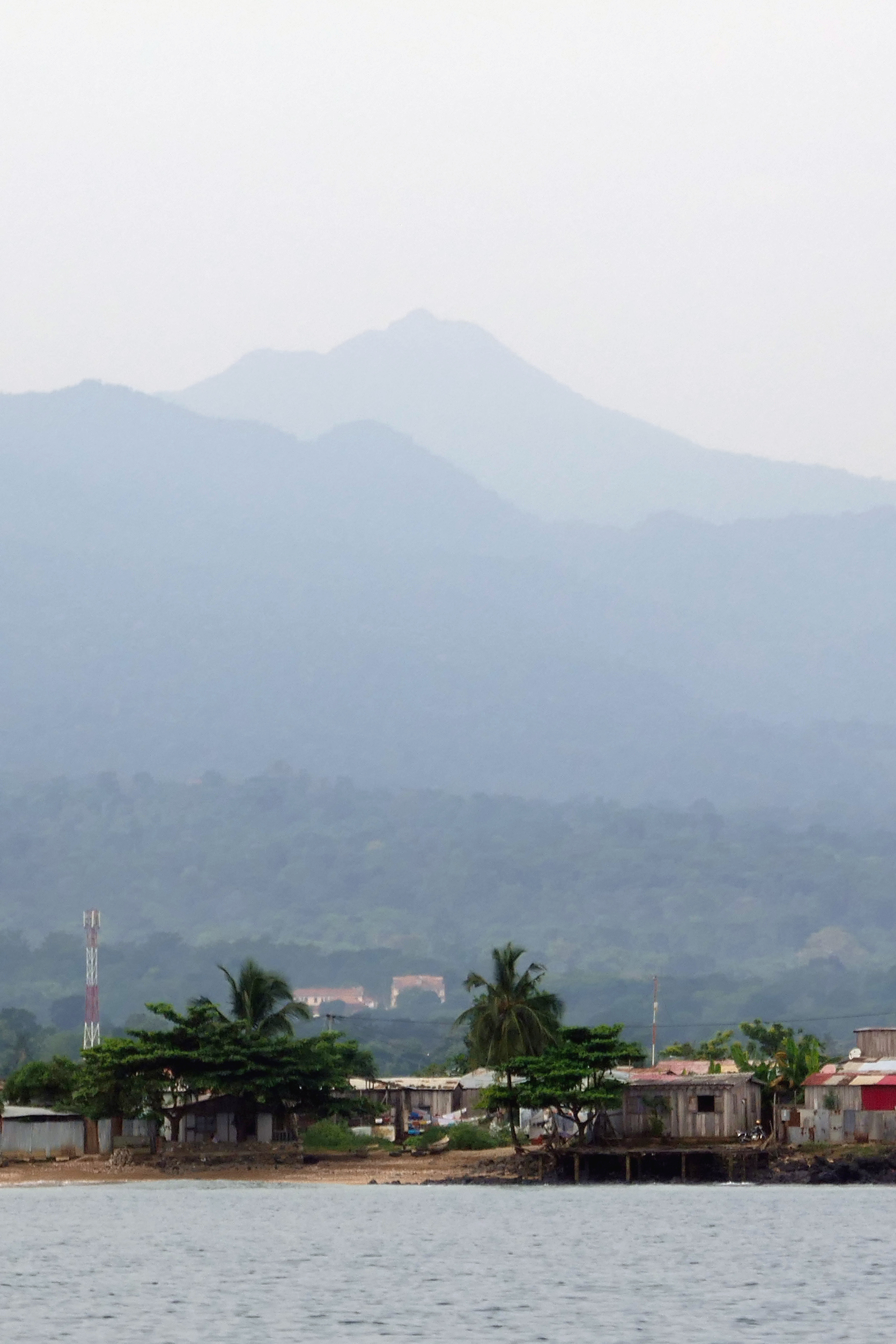
Піко-де-Сан-Томе
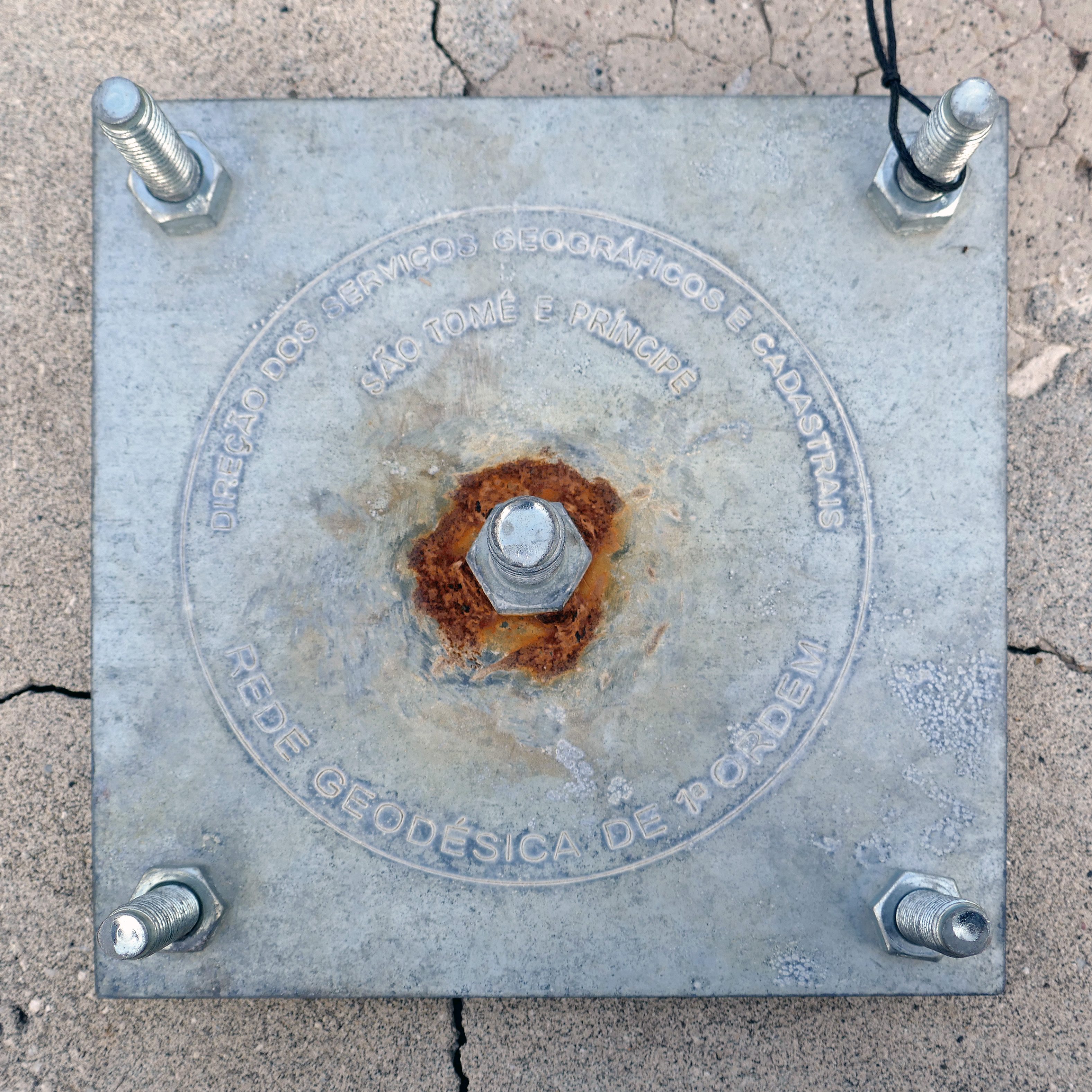
Головний репер геодезичної мережі країни

## Клімат
Територія Сан-Томе і Принсіпі лежить у екваторіальному кліматичному поясі. Цілий рік панують екваторіальні повітряні маси. Цілий рік помірно спекотно, вплив океану значно знижує температуру повітря, сезонні коливання температури незначні, значно менші за добові. превалюють слабкі вітри, цілий рік волого, майже щодня по обіді йдуть дощі, часто зливи із грозами.

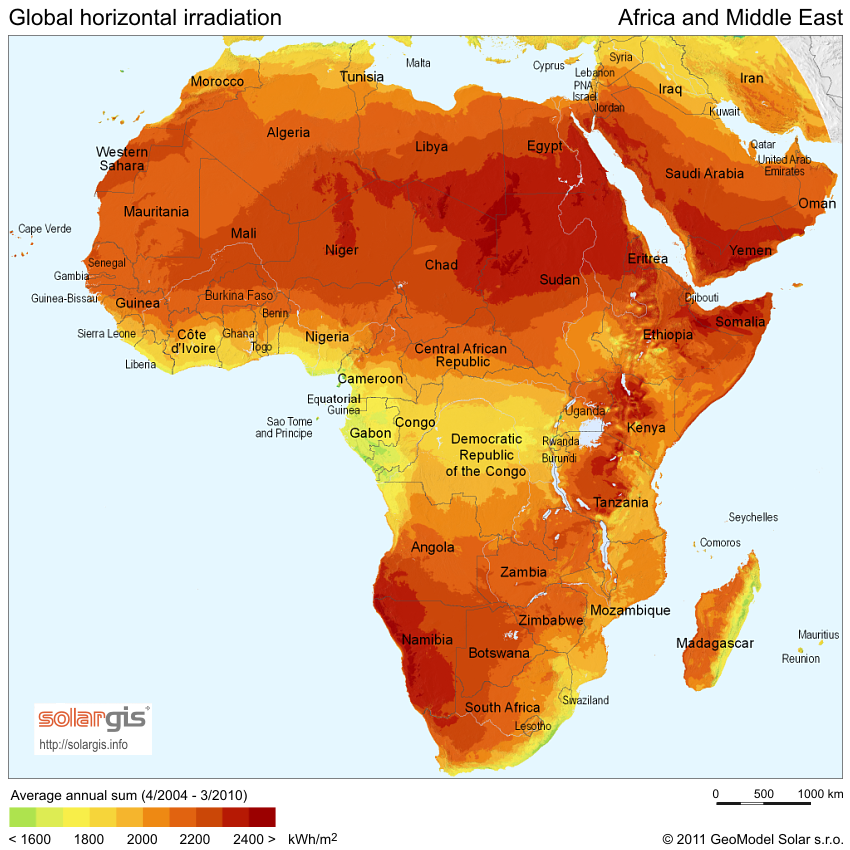
Сонячна радіація (англ.)
Кліматична карта Сан-Томе і Принсіпі (за Кеппеном)Кліматична карта Сан-Томе і Принсіпі (за Кеппеном)

Сан-Томе і Принсіпі є членом Всесвітньої метеорологічної організації (WMO), в країні ведуться систематичні спостереження за погодою.

## Внутрішні води
Станом на 2012 рік в країні налічувалось 100 км² зрошуваних земель.

Гідрографічна мережа Сан-Томе і ПринсіпіГідрографічна мережа Сан-Томе і Принсіпі
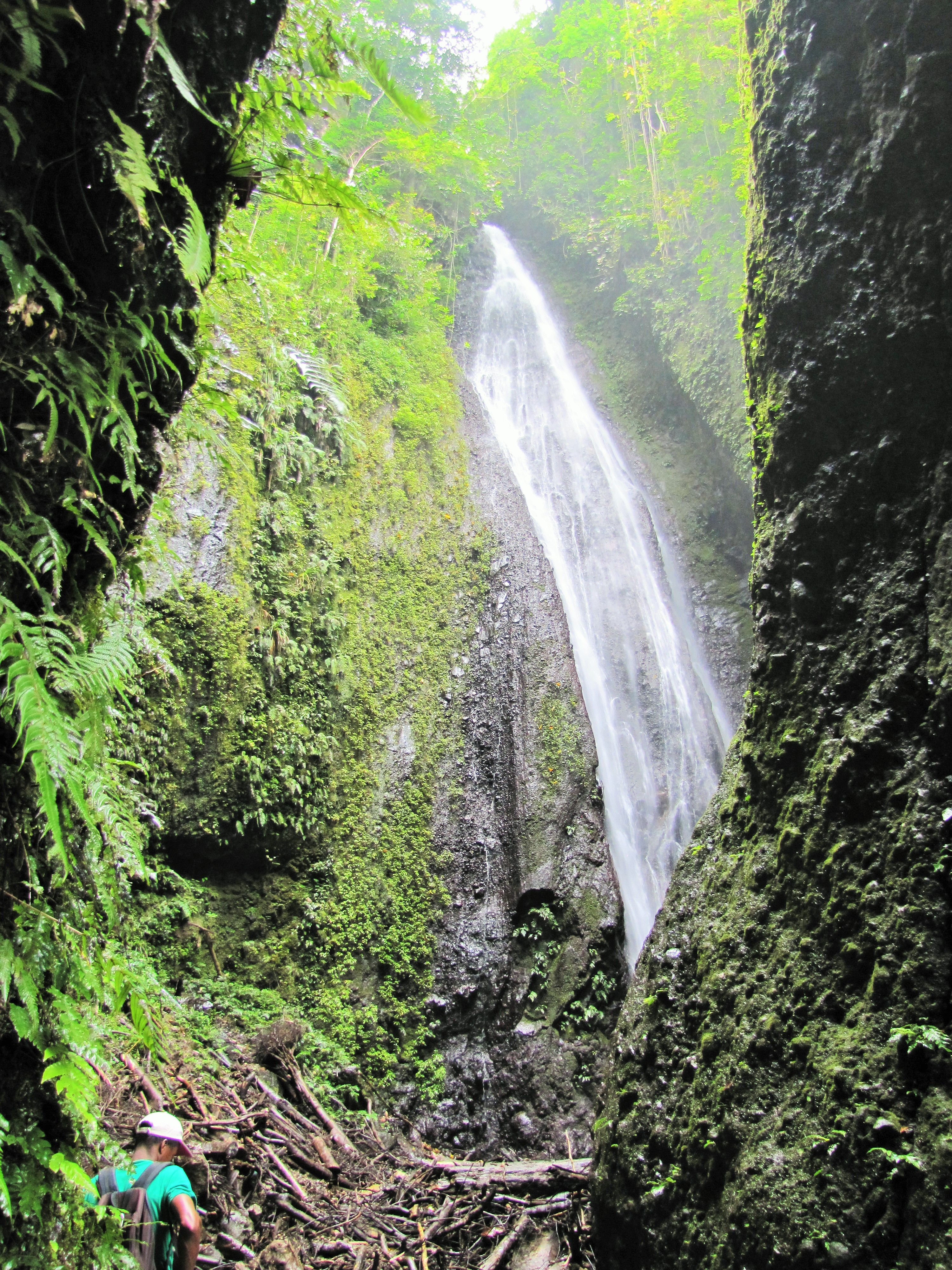
Водоспад Понту-Фігу

### Річки
Річки країни належать басейну Гвінейської затоки Атлантичного океану.

## Рослинність
Земельні ресурси Сан-Томе і Принсіпі (оцінка 2011 року):
- придатні для сільськогосподарського обробітку землі — 50,7 %,
  - орні землі — 9,1 %,
  - багаторічні насадження — 40,6 %,
  - землі, що постійно використовуються під пасовища — 1 %;
- землі, зайняті лісами і чагарниками — 28,1 %;
- інше — 21,2 %[1].

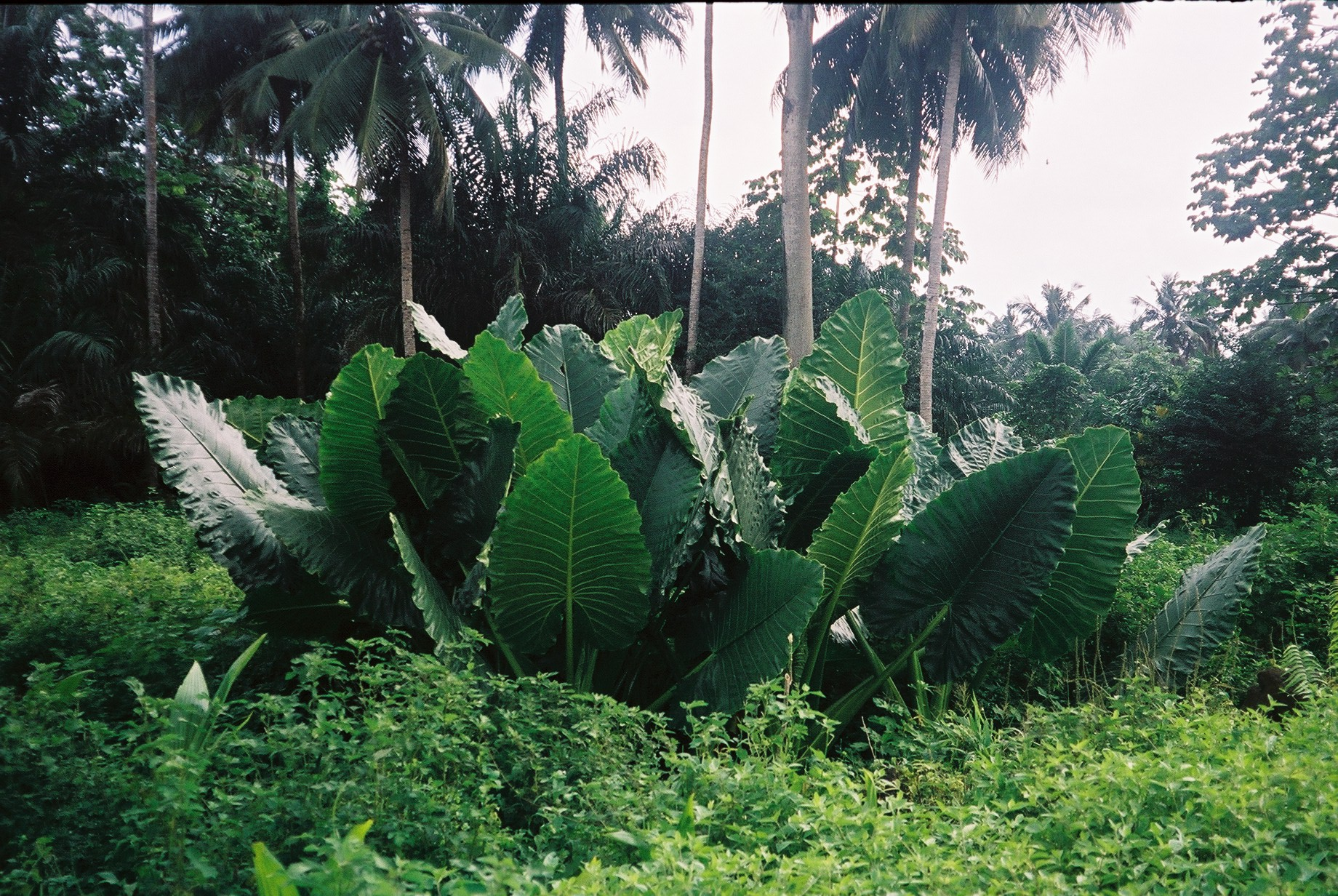
Вологі екваторіальні ліси
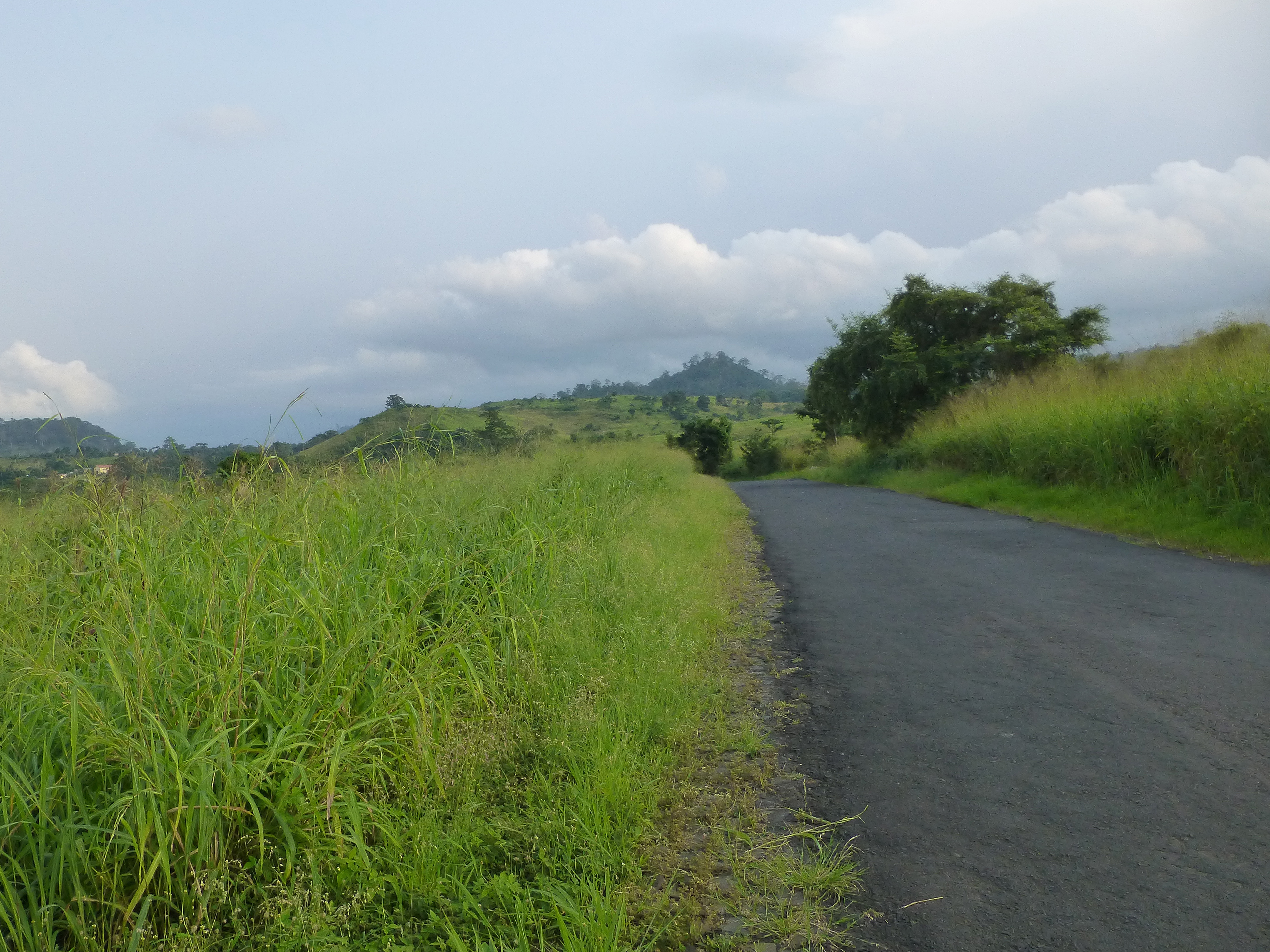
Савани півночі острова Сан-Томе

## Тваринний світ

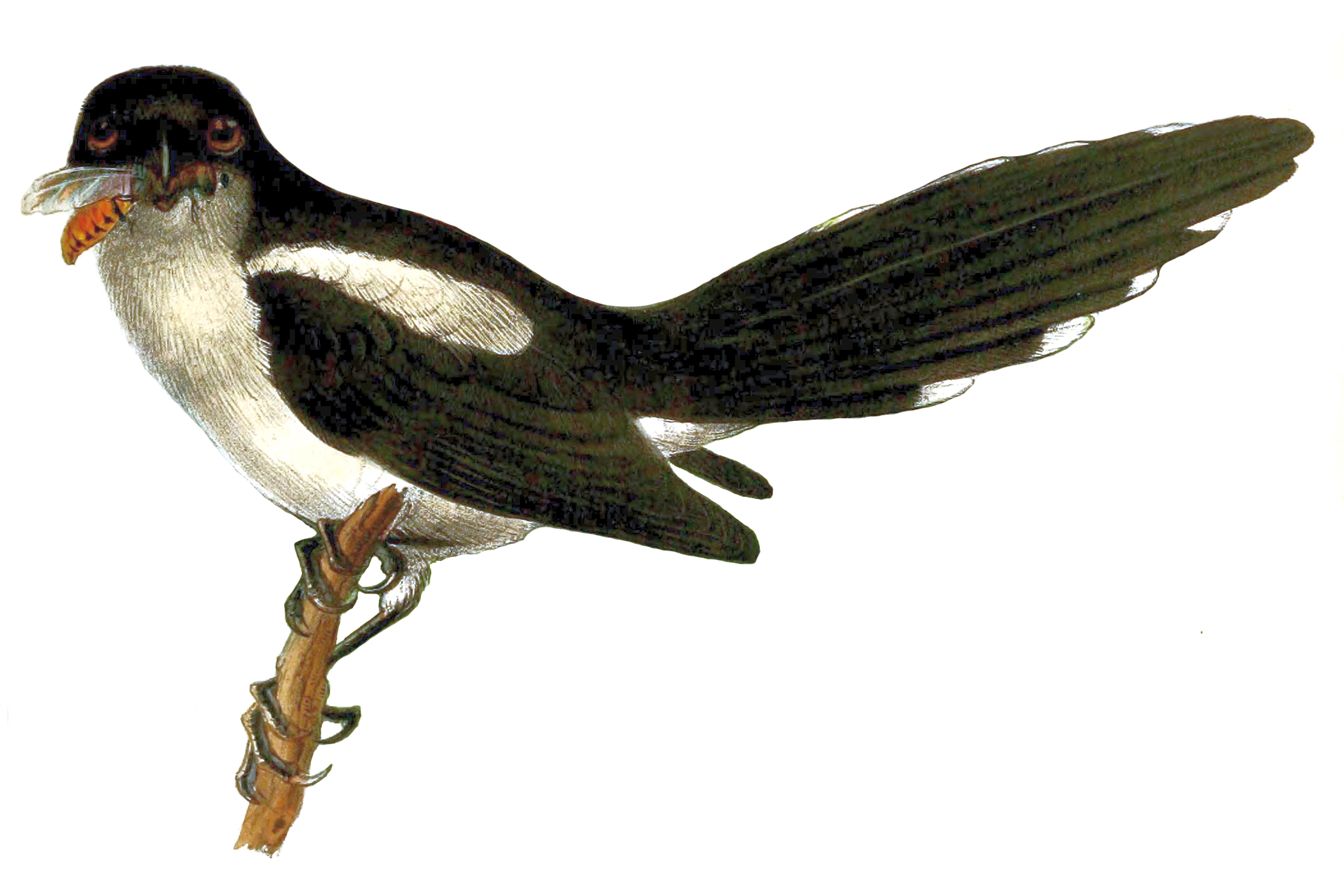
Сорокопуд сан-томейський
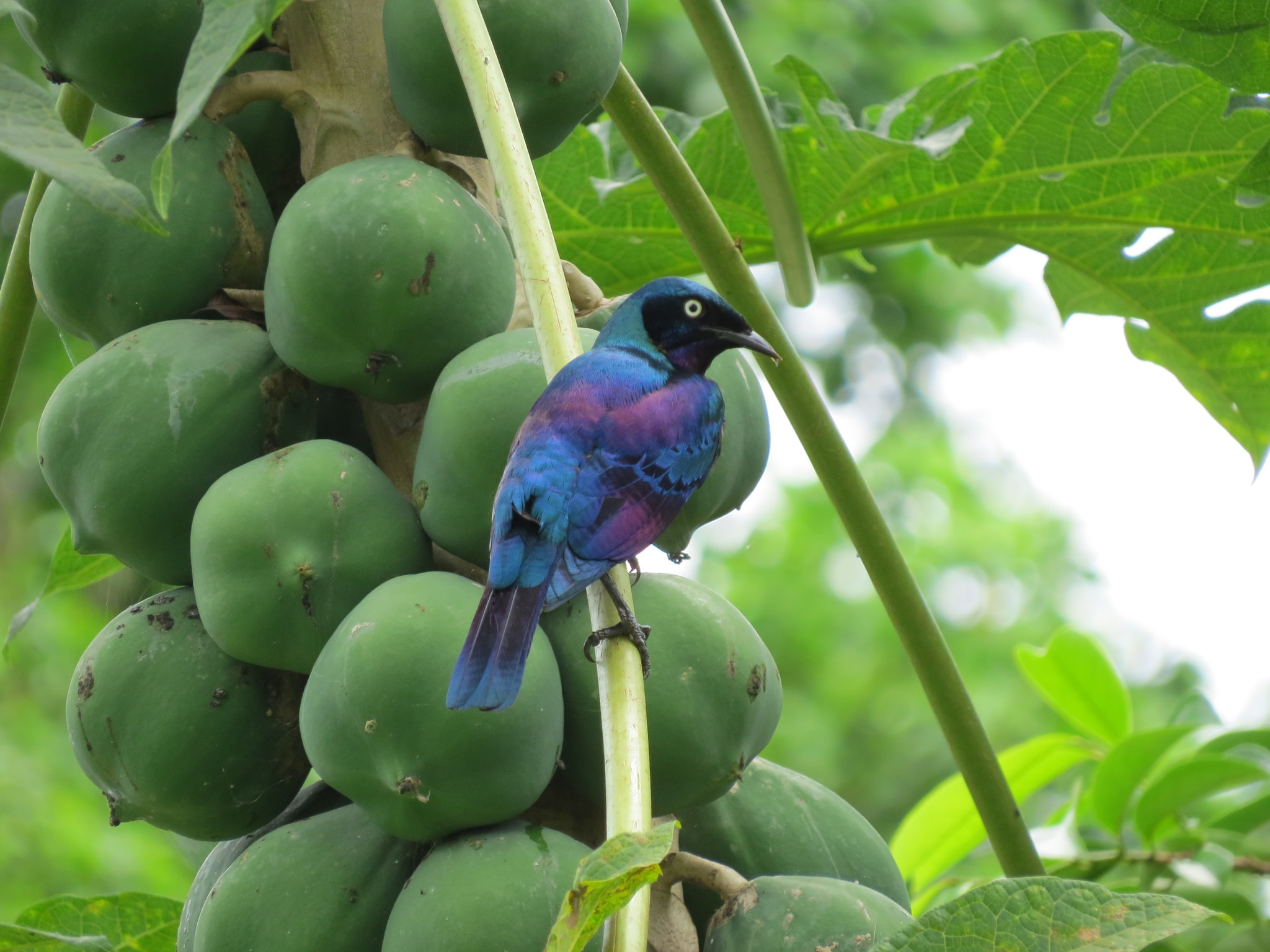
Мерл принсипійський
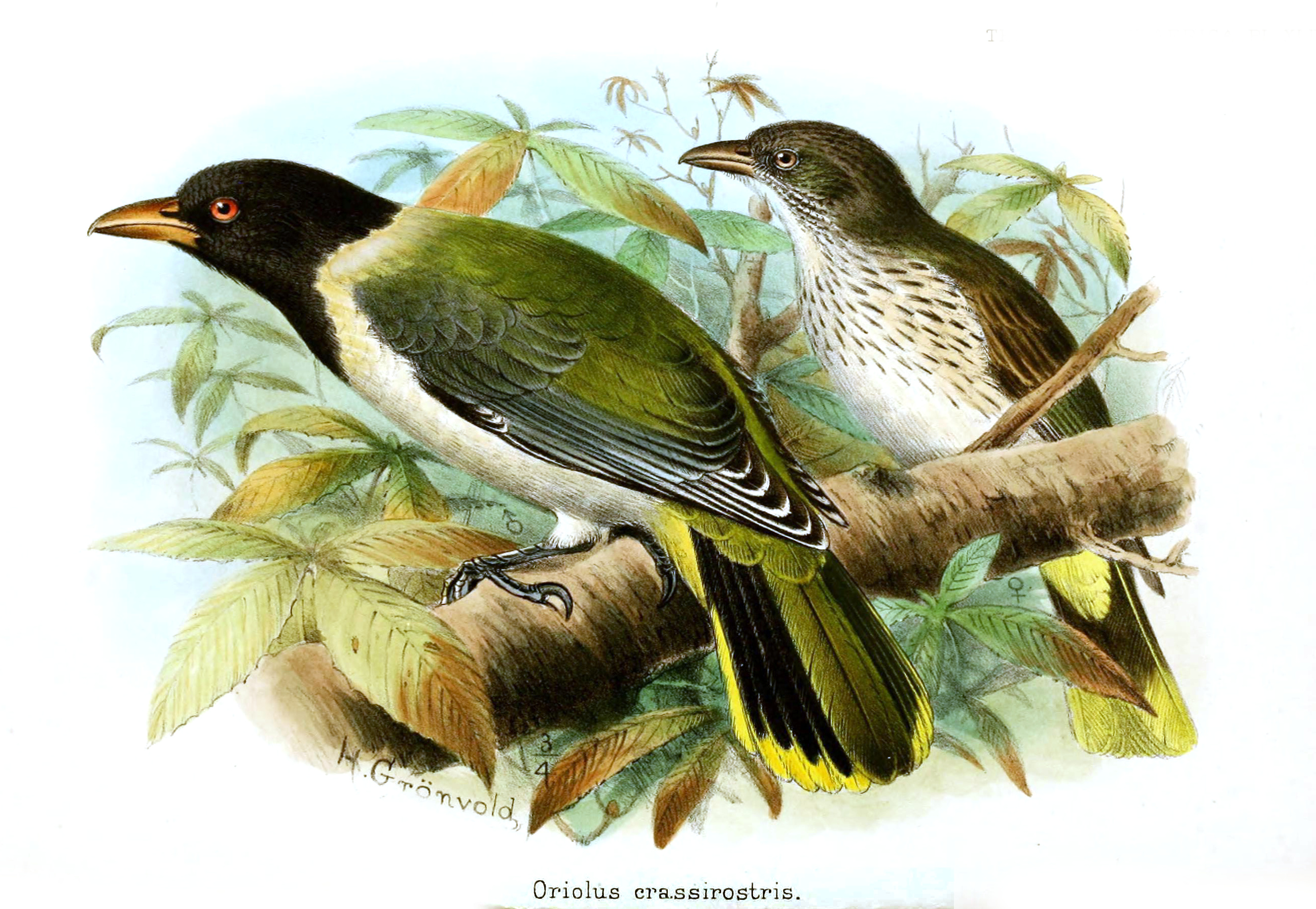
Вивільга сан-томейська
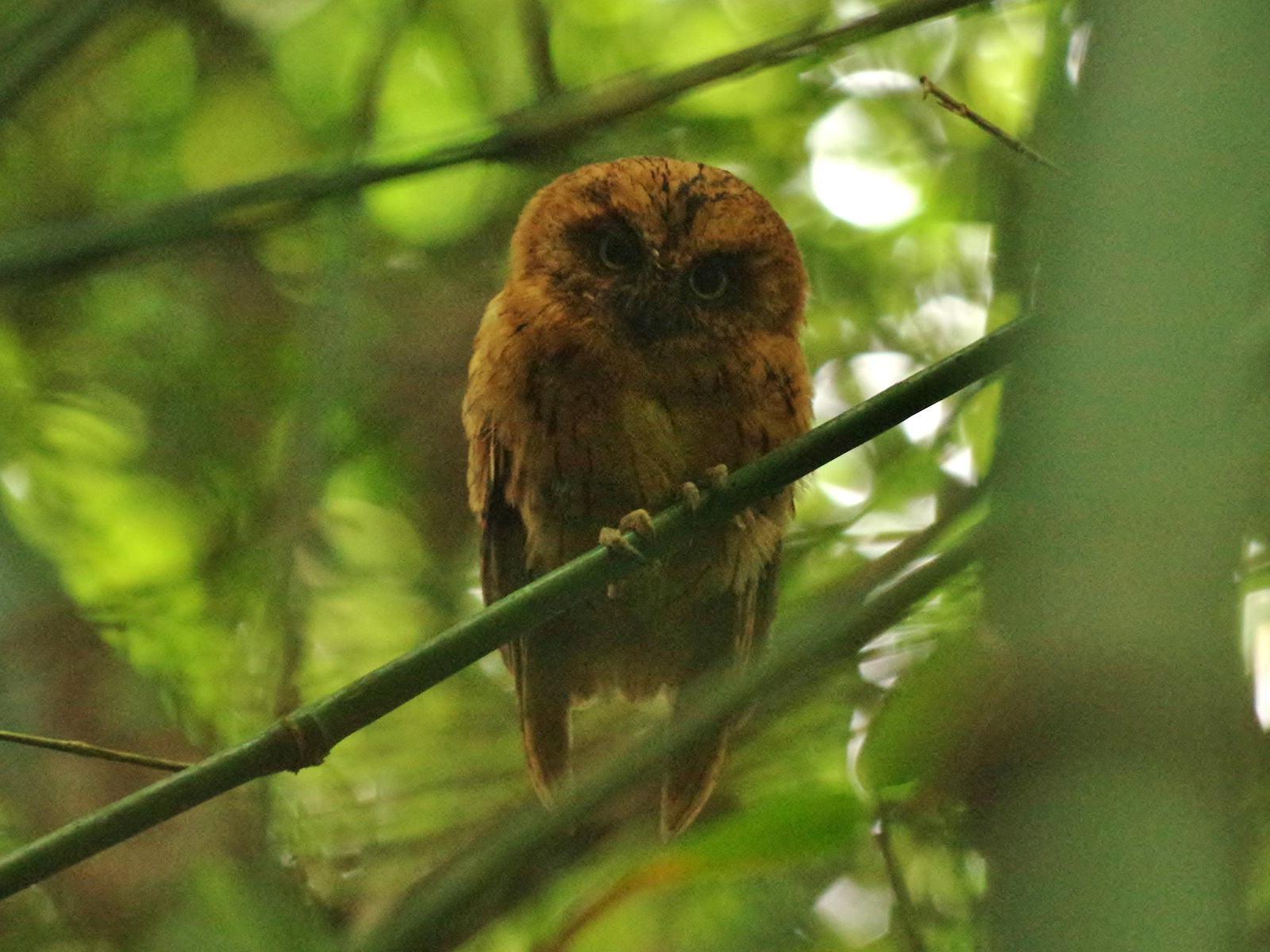
Сплюшка сан-томейська
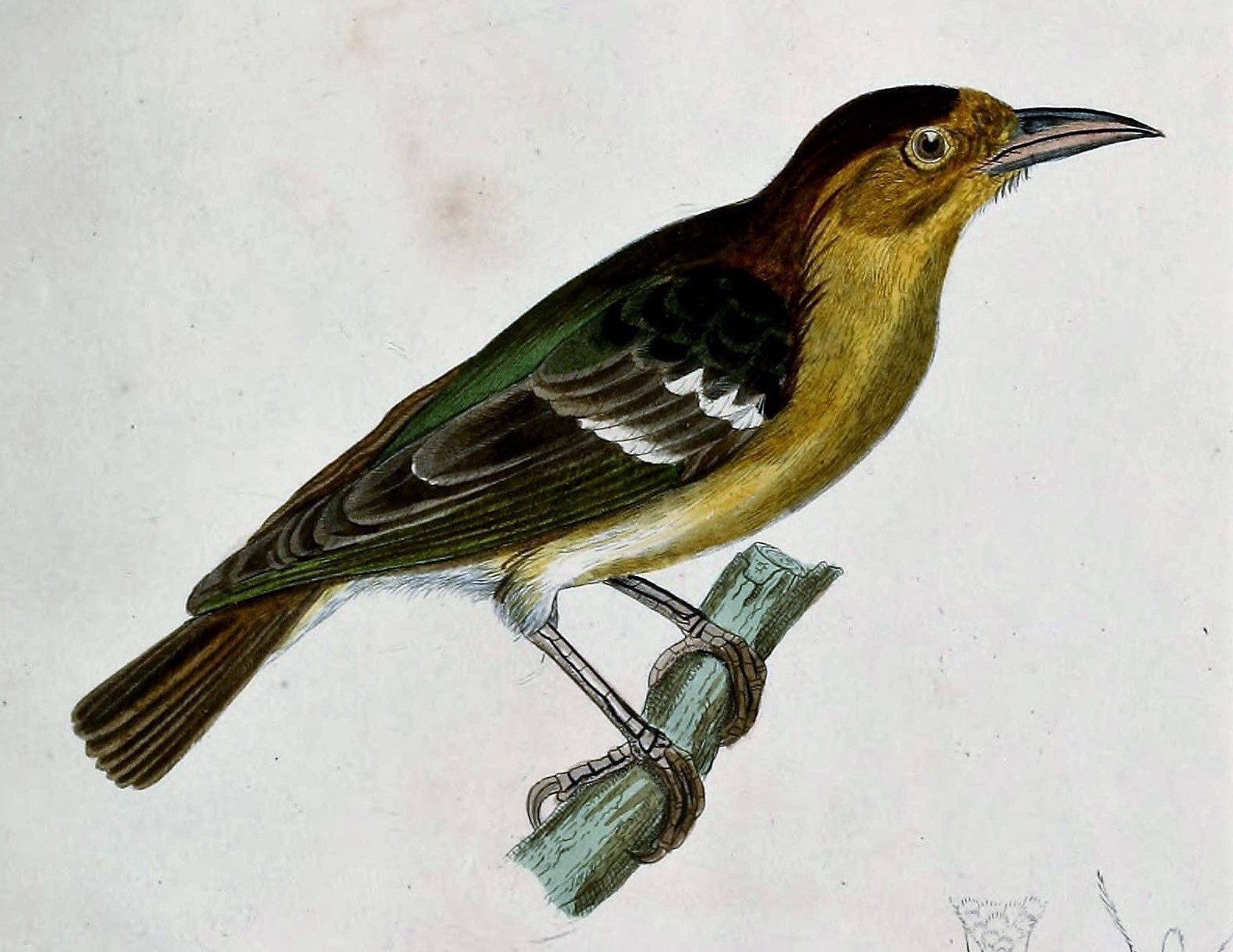
Ткачик сан-томейський
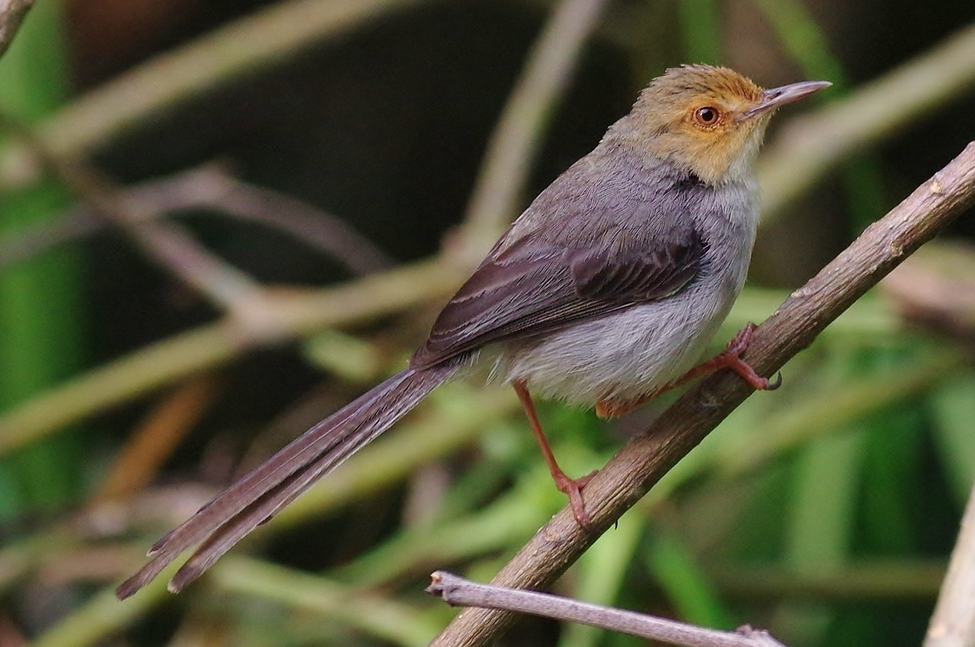
Принія сан-томейська
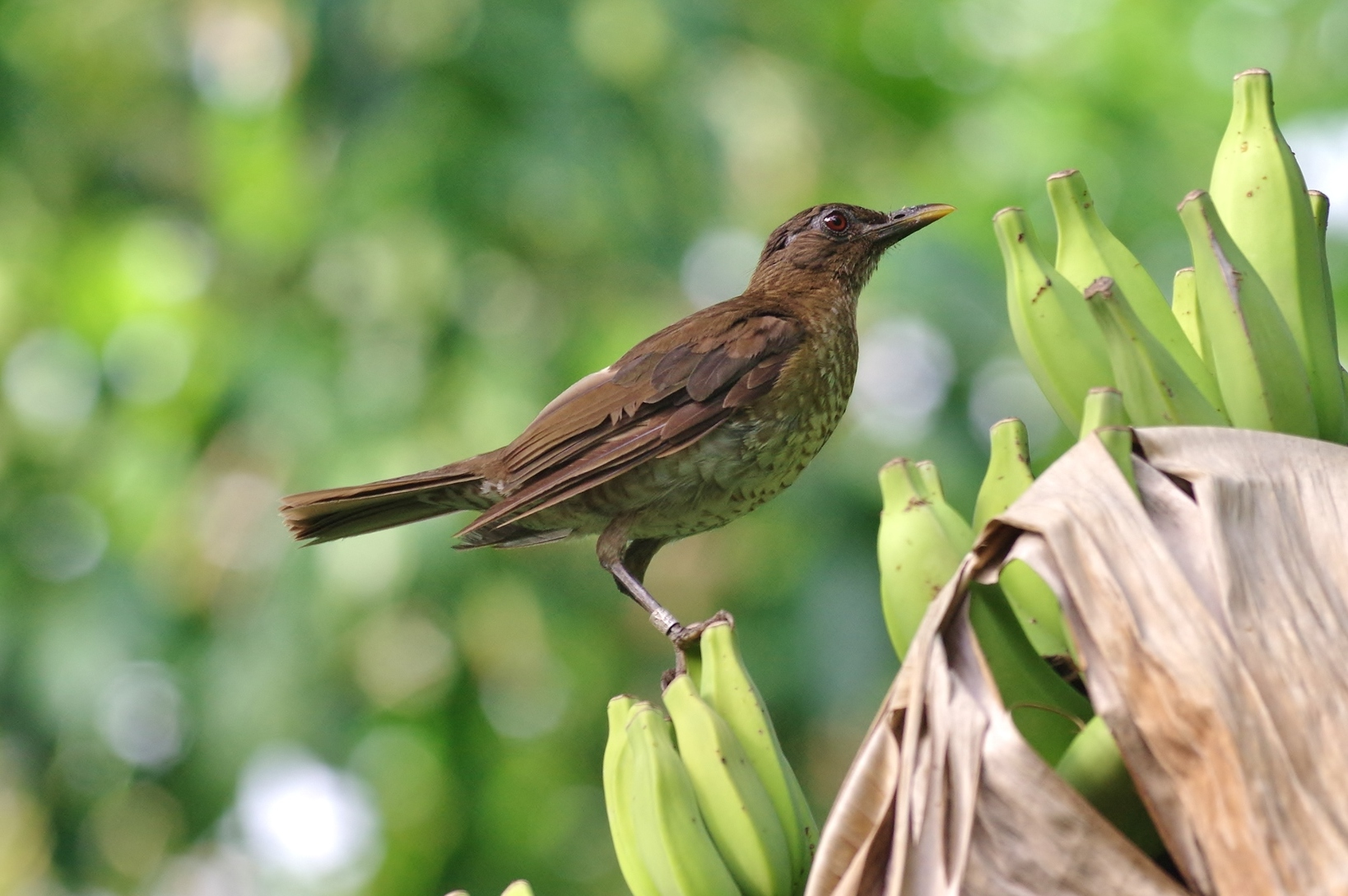
Дрізд острівний
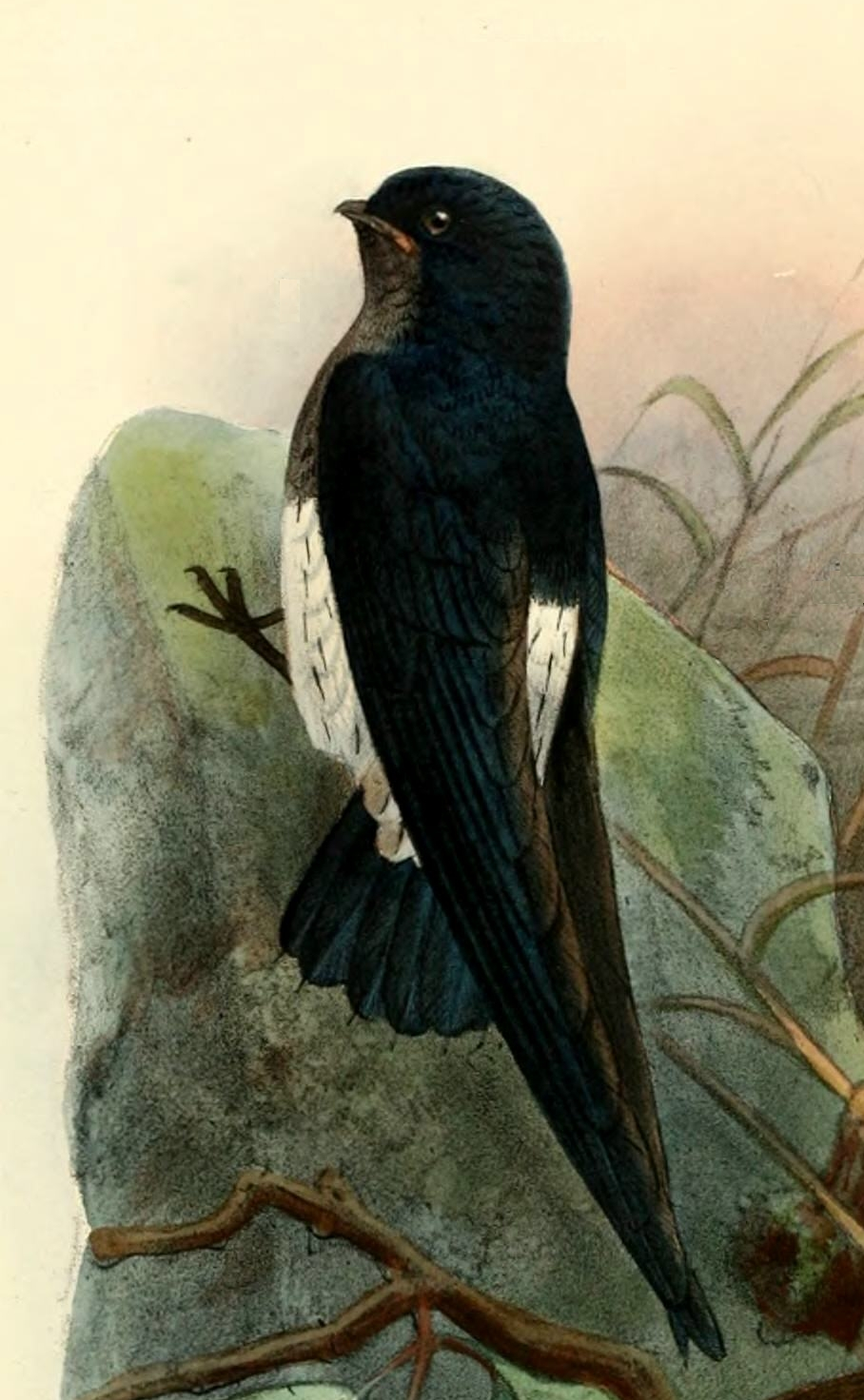
Голкохвіст сан-томейський
Окулярник інжировий
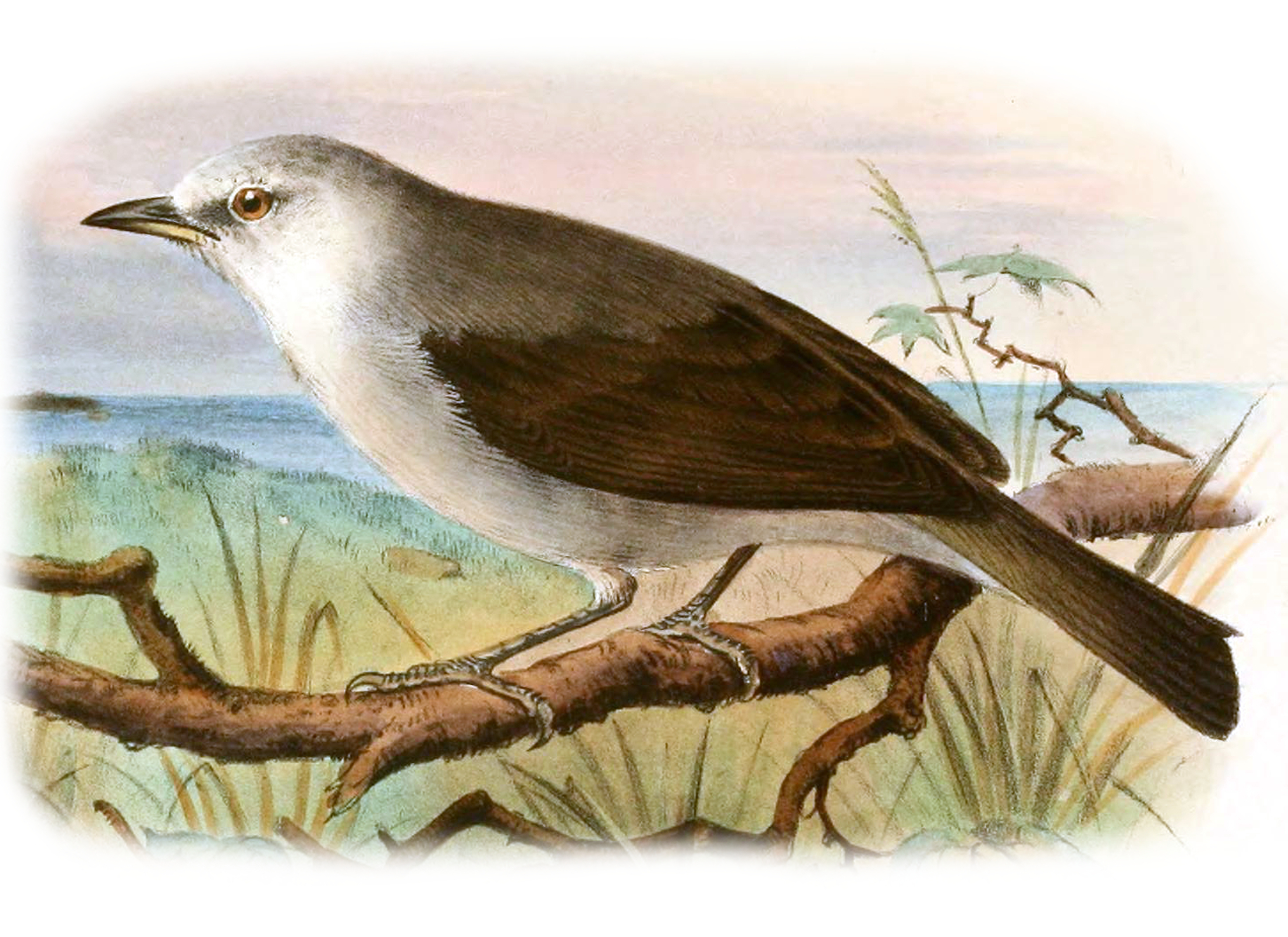
Затоківка принсипійська
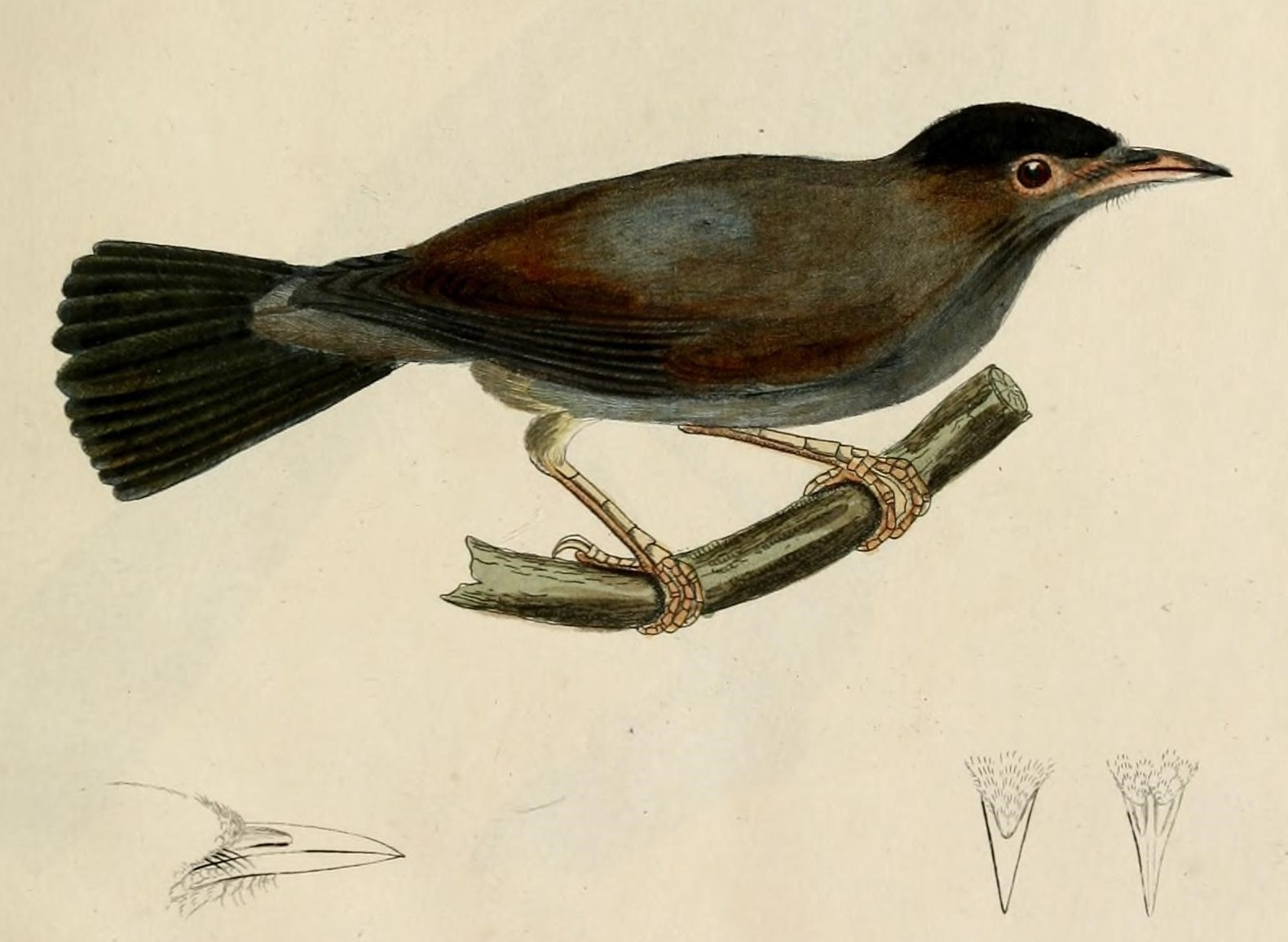
Затоківка чорноголова

У зоогеографічному відношенні територія країни відноситься до Західноафриканської підобласті Ефіопської області.

## Охорона природи
Сан-Томе і Принсіпі є учасником ряду міжнародних угод з охорони довкілля:
- Конвенції про біологічне різноманіття (CBD),
- Рамкової конвенції ООН про зміну клімату (UNFCCC),
- Кіотського протоколу до Рамкової конвенції,
- Конвенція ООН про боротьбу з опустелюванням (UNCCD),
- Конвенції про міжнародну торгівлю видами дикої фауни і флори, що перебувають під загрозою зникнення (CITES),
- Конвенції про заборону військового впливу на природне середовище (ENMOD),
- Конвенції з міжнародного морського права,
- Монреальського протоколу з охорони озонового шару,
- Міжнародної конвенції запобігання забрудненню з суден (MARPOL),
- Рамсарської конвенції із захисту водно-болотних угідь[11].

## Стихійні лиха та екологічні проблеми
На території країни спостерігаються небезпечні природні явища і стихійні лиха: потенційні несприятливі метеорологічні умови.
Серед екологічних проблем варто відзначити:
- знеліснення;
- ерозію ґрунтів і деградацію земель.

## Фізико-географічне районування
У фізико-географічному відношенні територію Сан-Томе і Принсіпі можна розділити на _ райони, що відрізняються один від одного рельєфом, кліматом, рослинним покривом: .

### Українською
- Атлас світу / голов. ред. І. С. Руденко ; зав. ред. В. В. Радченко ; відп. ред. О. В. Вакуленко. — К. : ДНВП «Картографія», 2005. — 336 с. — ISBN 9666315467.
- Атлас. 7 клас. Географія материків і океанів / Укладачі О. Я. Скуратович, Н. І. Чанцева. — К. : ДНВП «Картографія», 2014.
- Бєлозоров С. Т. Африка : фізико-географічний нарис. — вид. 2-ге, перероб. і доп. — К. : Радянська школа, 1957. — 232 с.
- Барановська О. В. Фізична географія материків і океанів : навч. посіб. для студентів ВНЗ : [у 2 ч.]. — Н. : Ніжинський державний університет ім. Миколи Гоголя, 2013. — 306 с. — ISBN 978-617-527-106-3.
- Сан-Томе і Принсіпі // Гірничий енциклопедичний словник : [у 3-х тт.] / за ред. В. С. Білецького. — Д. : Східний видавничий дім, 2004. — Т. 3. — 752 с. — ISBN 966-7804-78-X.
- Костів Л. Я. Фізична географія материків і океанів. Африка : навч.-метод. посібник. — Л. : Видавничий центр ЛНУ імені Івана Франка, 2017. — 184 с. — ISBN 978-617-10-0374-3.
- Панасенко Б. Д. Фізична географія материків : навч. посіб. : в 2 ч. — В. : ЕкоБізнесЦентр, 1999. — 200 с.
- Юрківський В. М. Регіональна економічна і соціальна географія. Зарубіжні країни: Підручник. — 2-ге. — К. : Либідь, 2001. — 416 с. — ISBN 966-06-0092-5.

### Англійською
- (англ.) Graham Bateman. The Encyclopedia of World Geography. — Andromeda, 2002. — 288 с. — ISBN 1871869587.

### Російською
- (рос.) Алисов Б. П., Берлин И. А., Михель В. М. Курс климатологии [в 3-х тт.] / под. ред. Е. С. Рубинштейна. — Л. : Гидрометиздат, 1954. — Т. 3. Климаты земного шара. — 320 с.
- (рос.) Апродов В. А. Вулканы. — М. : Мысль, 1982. — 368 с. — (Природа мира)
- (рос.) Апродов В. А. Зоны землетрясений. — М. : Мысль, 2010. — 462 с. — (Природа мира) — ISBN 978-5-244-01122-7.
- (рос.) Сан-Томе и Принсипи // Африка: энциклопедический справочник [в 2-х тт.] / гл. ред. А. А. Громыко. — М. : Советская энциклопедия, 1986. — Т. 2. К-Я. — 671 с.
- (рос.) Браун Л. Африка. — М. : Прогресс, 1976. — 288 с. — (Континенты, на которых мы живем)
- (рос.) Букштынов А. Д., Грошев Б. И., Крылов Г. В. Леса. — М. : Мысль, 1981. — 316 с. — (Природа мира)
- (рос.) Власова Т. В. Физическая география материков. С прилегающими частями океанов. Южная Америка, Африка, Австралия и Океания, Антарктида. — 4-е, перераб. — М. : Просвещение, 1986. — 269 с.
- (рос.) Гвоздецкий Н. А., Голубчиков Ю. Н. Горы. — М. : Мысль, 1987. — 400 с. — (Природа мира)
- (рос.) Гвоздецкий Н. А. Карст. — М. : Мысль, 1981. — 214 с. — (Природа мира)
- (рос.) Географический энциклопедический словарь: географические названия / под. ред. А. Ф. Трёшникова. — 2-е изд., доп. — М. : Советская энциклопедия, 1989. — 585 с. — ISBN 5-85270-057-6.
- (рос.) Исаченко А. Г., Шляпников А. А. Ландшафты. — М. : Мысль, 1989. — 504 с. — (Природа мира) — ISBN 5-244-00177-9.
- (рос.) Каплин П. А., Леонтьев О. К., Лукьянова С. А., Никифоров Л. Г. Берега. — М. : Мысль, 1991. — 480 с. — (Природа мира) — ISBN 5-244-00449-2.
- (рос.) Словарь современных географических названий / под общей редакцией акад. В. М. Котлякова. — Екатеринбург : У-Фактория, 2006.
- (рос.) Литвин В. М., Лымарев В. И. Острова. — М. : Мысль, 2010. — 288 с. — (Природа мира) — ISBN 978-5-244-01129-6.
- (рос.) Лобова Е. В., Хабаров А. В. Почвы. — М. : Мысль, 1983. — 304 с. — (Природа мира)
- (рос.) Максаковский В. П. Географическая картина мира. Книга I: Общая характеристика мира. — М. : Дрофа, 2008. — 495 с. — ISBN 978-5-358-05275-8.
- (рос.) Максаковский В. П. Географическая картина мира. Книга II: Региональная характеристика мира. — М. : Дрофа, 2009. — 480 с. — ISBN 978-5-358-06280-1.
- (рос.) Поспелов Е. М. Географические названия мира: Топонимический словарь. — М. : АСТ, 2005.
- (рос.) Сан-Томе и Принсипи // Страны Африки. Политико-экономический справочник / ред. В. Солодовников, В. Румянцев. — М. : Издательство политической литературы, 1969. — 318 с.
- (рос.) Физико-географический атлас мира. — М. : Академия наук СССР и Главное управление геодезии и картографии ГУГК СССР, 1964. — 298 с.
- (рос.) Энциклопедия стран мира / глав. ред. Н. А. Симония. — М. : НПО «Экономика» РАН, отделение общественных наук, 2004. — 1319 с. — ISBN 5-282-02318-0.